# Parque nacional Ghin-Doo-Ee
Ghin-Doo-Ee  es un parque nacional en Nueva Gales del Sur (Australia), ubicado a 200 km al noreste de Sídney, a 35 km al oeste de Forster y a 20 km al noroeste de Buladelah. Representa un corredor de hábitar de gran valor entre el parque nacional de los Lagos Myall y los bosques estatales que lo rodean. La reserva alberga una gran variedad de especies amenazadas de la región, animales y vegetales.
Entre los animales protegidos en el parque hay koalas, petauros de vientre gris, murciélagos de cabeza gris y murciélagos de cola dorada.
Entre las plantas amenazadas protegidas en el parque hay especies de eucaliptos, Melaleuca flammea y Cynanchum elegans.